# Sinfonia corale

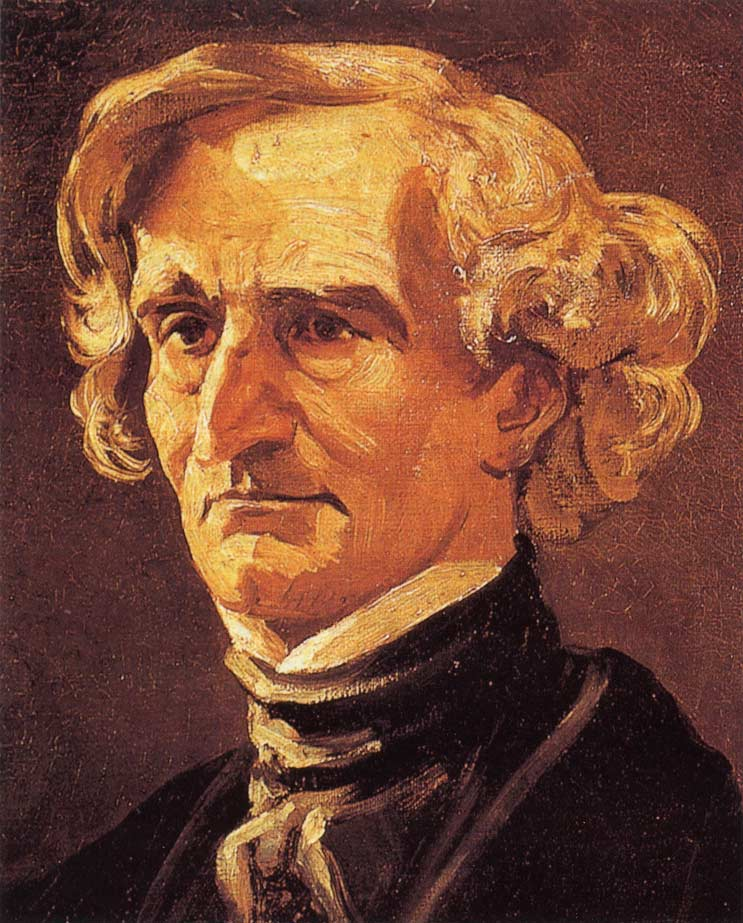
Hector Berlioz è stato il primo a usare il termine "sinfonia corale" per una composizione musicale: la sua Roméo et Juliette.

Una sinfonia corale è una composizione musicale per orchestra, coro e talvolta cantante solista che, nei suoi meccanismi interni e nell'architettura musicale generale, aderisce ampiamente alla forma musicale sinfonica. Il termine "sinfonia corale" in questo contesto fu coniato da Hector Berlioz quando descrisse la sua Roméo et Juliette come tale nella sua introduzione di cinque paragrafi a quell'opera. L'antecedente diretto della sinfonia corale è la Nona sinfonia di Ludwig van Beethoven. La Nona di Beethoven incorpora parte dell'Inno alla gioia, una poesia di Friedrich Schiller, con testo cantato da solisti e coro nell'ultimo movimento. È il primo esempio dell'uso da parte di un grande compositore in una sinfonia della voce umana allo stesso livello degli strumenti.
Alcuni compositori del XIX secolo, in particolare Felix Mendelssohn e Franz Liszt, seguirono Beethoven nella creazione di opere sinfoniche corali. Notevoli opere del genere furono prodotte nel XX secolo da Gustav Mahler, Sergej Rachmaninov, Igor' Stravinskij, Ralph Vaughan Williams, Benjamin Britten e Dmitrij Šostakovič, tra gli altri. Gli ultimi anni del XX secolo e l'inizio del XXI secolo hanno visto diverse nuove opere in questo genere, tra cui composizioni di Peter Maxwell Davies, Tan Dun, Philip Glass, Hans Werner Henze, Krzysztof Penderecki, William Bolcom e Robert Strassburg.
Il termine "sinfonia corale" indica l'intenzione del compositore che l'opera sia sinfonica, anche con la sua fusione di elementi narrativi o drammatici che deriva dall'inclusione delle parole. A tal fine le parole sono spesso trattate in modo sinfonico per perseguire fini non narrativi, ricorrendo spesso alla ripetizione di parole e frasi importanti e alla trasposizione, riordino o omissione di passaggi del testo stabilito. Il testo determina spesso il profilo sinfonico di base, mentre il ruolo dell'orchestra nel trasmettere le idee musicali è simile per importanza a quello del coro e dei solisti. Anche con un'enfasi sinfonica, una sinfonia corale è spesso influenzata nella forma e nel contenuto musicali da una narrazione esterna, anche nelle parti in cui non è possibile cantare.

## Storia

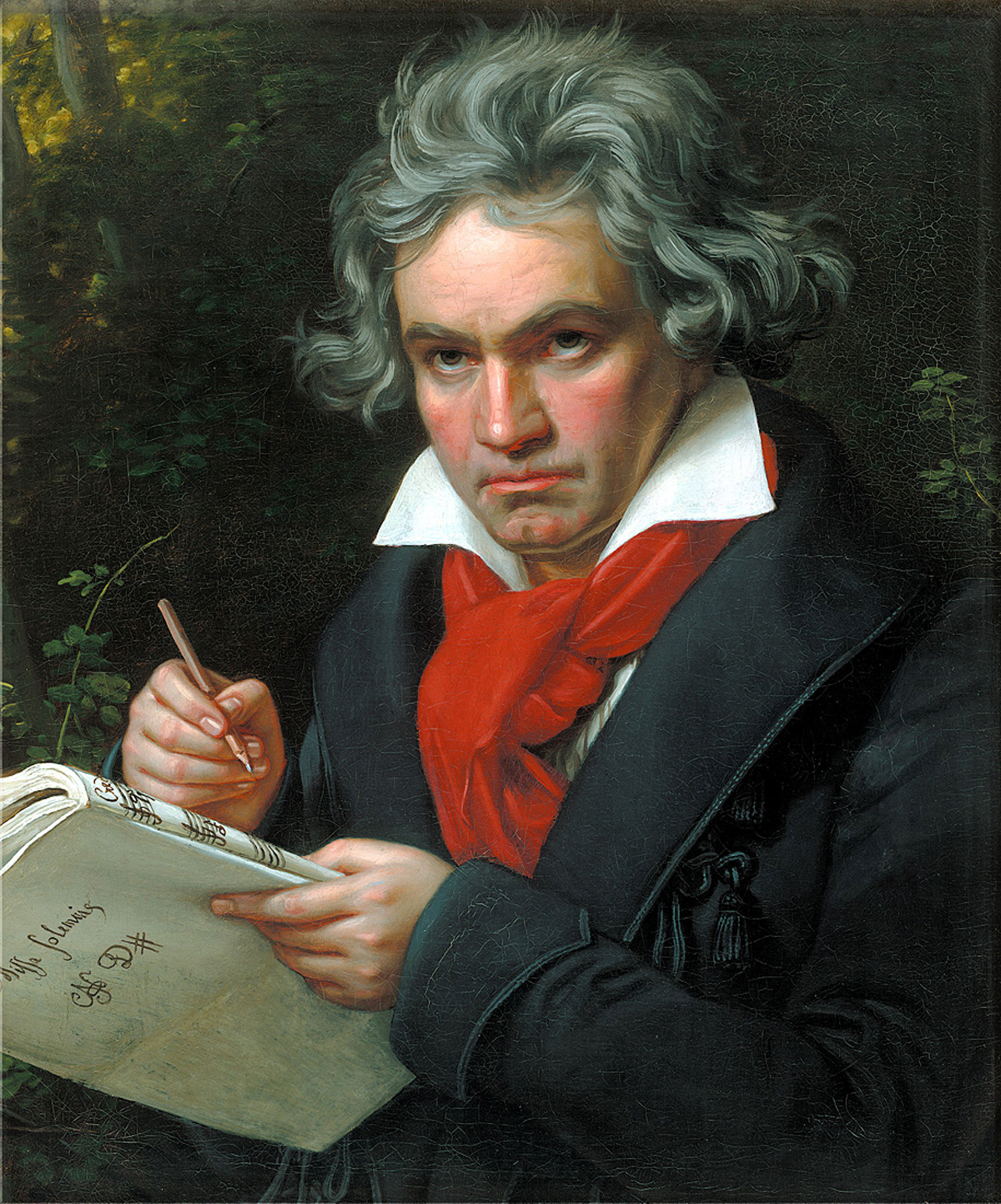
Ludwig van Beethoven ha ridefinito il genere sinfonico introducendo parole e voci nella sua Nona Sinfonia.

La sinfonia si era affermata alla fine del XVIII secolo come il più prestigioso dei generi strumentali. Mentre il genere era stato sviluppato con notevole intensità nel corso di quel secolo e appariva in una vasta gamma di occasioni, era generalmente usato come opera di apertura o chiusura; nel mezzo ci sarebbero stati lavori che includevano solisti vocali e strumentali. A causa della sua mancanza di testo scritto sul quale focalizzare l'attenzione, veniva vista come un mezzo per l'intrattenimento piuttosto che per esprimere concetti sociali, morali o intellettuali. Man mano che la sinfonia cresceva in dimensioni e significato artistico, grazie in parte al grande lavoro nella forma di Haydn, Mozart e Beethoven, accumulò anche maggior prestigio. Si verificò anche un cambiamento simultaneo nell'atteggiamento nei confronti della musica strumentale in generale e la mancanza di testo, una volta vista come un handicap, divenne considerata una virtù.
Nel 1824 Beethoven ridefinì il genere sinfonico nella sua Nona introducendo testo e voce in un genere precedentemente strumentale. In tal modo scatenò un dibattito sul futuro della sinfonia stessa. L'uso delle parole da parte di Beethoven, secondo Richard Wagner, aveva mostrato "i limiti della musica puramente strumentale" e contrassegnato "la fine della sinfonia come un genere vitale". Altri non erano sicuri di come procedere: emulare la Nona scrivendo sinfonie con finali corali o sviluppare il genere sinfonico in modo puramente strumentale. Alla fine, scrive il musicologo Mark Evan Bonds, la sinfonia fu vista "come un dramma cosmico onnicomprensivo che trascendeva il regno del suono da solo".
Alcuni compositori hanno emulato e ampliato il modello di Beethoven. Berlioz mostrò nella sua sinfonia corale Roméo et Juliette un nuovo approccio alla natura epica della sinfonia mentre usava le voci per fondere musica e narrazione, ma salvò momenti cruciali di quella narrativa solo per l'orchestra. Nel fare ciò, scrive Bonds, Berlioz illustra per i compositori successivi "nuovi approcci per affrontare il metafisico nel regno della sinfonia". Mendelssohn scrisse il suo Lobgesang come opera per coro, solisti e orchestra. Etichettando l'opera come "sinfonia-cantata", ampliò il finale corale a nove movimenti includendo sezioni per solisti vocali, recitativi e sezioni per coro; questo rese la parte vocale più lunga delle tre sezioni puramente orchestrali che la precedevano. Liszt scrisse due sinfonie corali, seguendo in queste forme multi-movimento le stesse pratiche compositive e gli stessi obiettivi programmatici che aveva stabilito nei suoi poemi sinfonici.

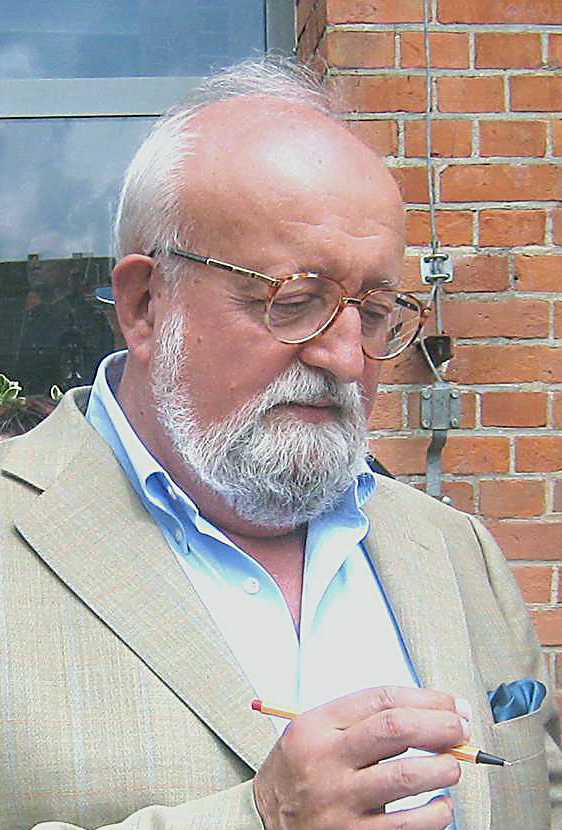
Krzysztof Penderecki scrisse la sua Settima sinfonia per celebrare il terzo millennio della città di Gerusalemme.

Dopo Liszt, Mahler assunse l'eredità di Beethoven nelle sue prime sinfonie, in quello che Bonds definisce "la loro lotta per un finale utopico". A tal fine Mahler usò un coro e solisti nel finale della sua Seconda Sinfonia, la Resurrezione. Nella sua Terza scrisse un finale puramente strumentale dopo due movimenti vocali e nella sua Quarta un finale vocale è cantato da un soprano solista. Dopo aver scritto la sua Quinta, Sesta e Settima Sinfonia come opere puramente strumentali, Mahler tornò alla vena del "festival-sinfonico cerimoniale" nella sua Ottava Sinfonia, che integra il testo in tutto il corpo dell'opera. Dopo Mahler, la sinfonia corale divenne un genere più comune, prendendo una serie di svolte compositive nel processo. Alcuni compositori, come Britten, Rachmaninov, Šostakovič e Vaughan Williams, seguirono rigorosamente la forma sinfonica. Altri, come Havergal Brian, Al'fred Šnitke e Karol Szymanowski, scelsero di espandere la forma sinfonica o di utilizzare strutture sinfoniche completamente diverse.
Nel corso della storia della sinfonia corale, sono state composte opere per occasioni speciali. Uno dei primi fu il Lobgesang di Mendelssohn, commissionato dalla città di Lipsia nel 1840 per celebrare il 400º anniversario dell'invenzione dei caratteri mobili di Johannes Gutenberg. Più di un secolo dopo la Seconda Sinfonia di Henryk Górecki, sottotitolata Copernican, fu commissionata nel 1973 dalla Kosciuszko Foundation di New York per celebrare il 500º anniversario dell'astronomo Niccolò Copernico. Tra queste due opere, nel 1930, il direttore d'orchestra Sergej Kusevickij chiese a Stravinskij di scrivere la Sinfonia di Salmi per il cinquantesimo anniversario della Boston Symphony Orchestra e, nel 1946, il compositore Henry Barraud, allora capo della Radiodiffusion Française, incaricò Darius Milhaud di scrivere la sua Terza sinfonia, sottotitolata Te Deum, per commemorare la fine della seconda guerra mondiale.
Negli ultimi anni del XX secolo e nei primi anni del XXI, furono scritte più sinfonie corali di questo tipo. La Settima sinfonia di Krzysztof Penderecki fu per il terzo millennio della città di Gerusalemme. La Symphony 1997: Heaven Earth Mankind di Tan Dun commemora il trasferimento della sovranità di Hong Kong quell'anno alla Repubblica popolare cinese. La Quinta Sinfonia di Philip Glass è uno dei numerosi pezzi commissionati per celebrare l'inizio del XXI secolo. La sinfonia corale di Paul Spicer Unfinished Remembering (2014, libretto di Euan Tait) fu commissionata per commemorare il centenario dello scoppio della prima guerra mondiale.

## Caratteristiche generali
Come un oratorio o un'opera, una sinfonia corale è un'opera musicale per orchestra, coro e (spesso) voci soliste, sebbene alcune siano state scritte per voci non accompagnate. Berlioz, che nel 1858 coniò il termine per la prima volta quando descrisse il suo lavoro Roméo et Juliette, spiegò la relazione distintiva che immaginava tra voce e orchestra:
A differenza degli oratori o delle opere, che sono generalmente strutturati drammaticamente in arie, recitativi e cori, una sinfonia corale è strutturata come una sinfonia, in movimenti. Può usare il tradizionale schema a quattro movimenti con un movimento di apertura veloce, un movimento lento, uno scherzo e il finale, o come con molte sinfonie strumentali, può usare una diversa struttura di movimenti. Il testo scritto di una sinfonia corale condivide la stessa posizione della musica, come in un oratorio, e il coro e i solisti condividono l'uguaglianza con gli strumenti. Nel tempo l'uso del testo ha permesso alla sinfonia corale di evolversi da una sinfonia strumentale con un finale corale, come nella nona di Beethoven, a una composizione che può usare voci e strumenti in tutta la composizione, come nella Sinfonia di Salmi di Stravinskij o nell'ottava Sinfonia di Mahler.
A volte il testo può fornire uno schema di base correlato allo schema a quattro movimenti di una sinfonia. Ad esempio, la struttura in quattro parti di The Bells di Edgar Allan Poe, una progressione dalla giovinezza al matrimonio, alla maturità e alla morte, suggerì naturalmente i quattro movimenti di una sinfonia a Sergej Rachmaninov, che egli seguì nella sua sinfonia corale omonima. Il testo può incoraggiare un compositore ad espandere una sinfonia corale oltre i normali limiti del genere sinfonico, come con Berlioz per la sua Roméo et Juliette, rimanendo tuttavia nell'intento strutturale o estetico di base della forma sinfonica. Può anche influenzare il contenuto musicale in parti in cui non è possibile cantare, come in Roméo et Juliette. Lì Berlioz permette all'orchestra di esprimere la maggior parte del dramma nella musica strumentale e preserva le parole per sezioni espositive e narrative dell'opera.

## Il rapporto tra parole e musica
Come in un oratorio il testo scritto in una sinfonia corale può essere importante quanto la musica e il coro e i solisti possono partecipare allo stesso modo degli strumenti all'esposizione ed allo sviluppo di idee musicali. Il testo può anche aiutare a determinare se il compositore segue rigorosamente la forma sinfonica, come nel caso di Rachmaninov, Britten e Šostakovič, o se espande la forma sinfonica, come nel caso di Berlioz, Mahler e Havergal Brian. A volte la scelta del testo ha portato il compositore a diverse strutture sinfoniche, come con Szymanowski, Schnittke e, di nuovo, Havergal Brian. Il compositore può anche scegliere di trattare il testo in modo fluido, in un modo più simile alla musica che alla narrativa. È stato il caso di Vaughan Williams, Mahler e Philip Glass.

### Trattamento musicale del testo

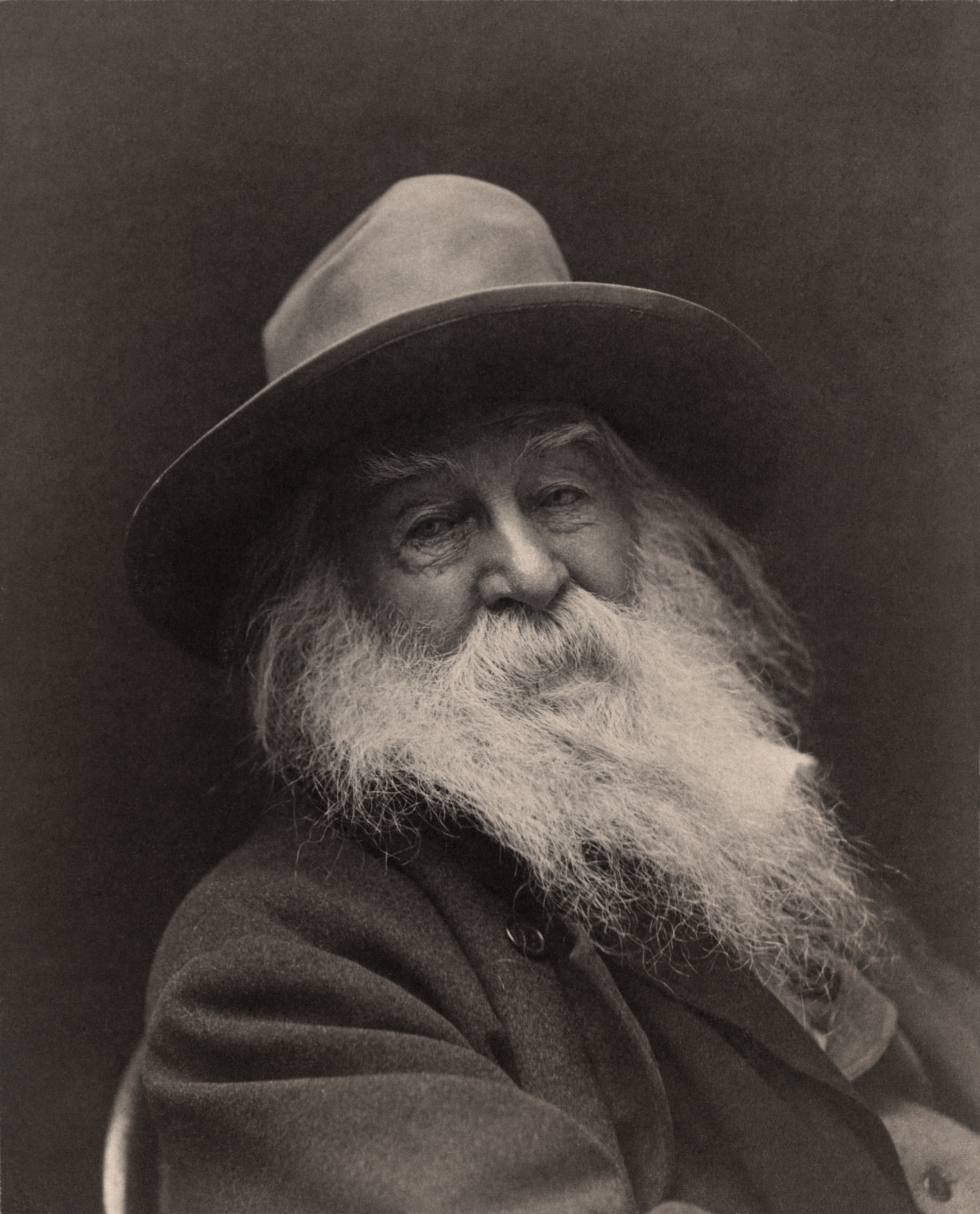
L'uso del verso libero di Walt Whitman veniva apprezzato dai compositori che cercavano un approccio più fluido all'impostazione del testo.

Le note di programma di Vaughan Williams per A Sea Symphony discutono di come il testo doveva essere trattato come musica. Il compositore scrive: "Il piano dell'opera è sinfonico piuttosto che narrativo o drammatico e questo giustifica la frequente ripetizione di parole e frasi importanti che si presentano nel poema. Le parole e la musica sono quindi trattate in modo sinfonico". Le poesie di Walt Whitman lo ispirarono a scrivere la sinfonia e l'uso di Whitman del verso libero era apprezzato in un momento in cui la fluidità della struttura stava diventando più attraente rispetto alle tradizionali impostazioni metriche del testo. Questa fluidità contribuì a facilitare il trattamento sinfonico e non narrativo del testo che Vaughan Williams aveva in mente. Nel terzo movimento, in particolare, il testo è vagamente descrittivo e può essere "spinto dalla musica", alcune righe vengono ripetute, alcune non consecutive nel testo scritto che si susseguono immediatamente nella musica e altre lasciate del tutto escluse.
Vaughan Williams non è stato l'unico compositore a seguire un approccio non narrativo al suo testo. Mahler adottò un approccio simile, forse anche più radicale nella sua Ottava Sinfonia, presentando molti versi della prima parte, "Veni, Creator Spiritus", in quello che lo scrittore e critico musicale Michael Steinberg definì "una crescita incredibilmente densa di ripetizioni, combinazioni, inversioni, trasposizioni e conflitti". Fa lo stesso con il testo di Goethe nella seconda parte della sinfonia, facendo due tagli sostanziali e altri cambiamenti.
Altre opere utilizzano ancora maggiormente il testo come musica. Vaughan Williams usa un coro muto di voci femminili nella sua Sinfonia Antartica, basata sulla sua musica per il film Scott of the Antarctic, per contribuire a creare la desolazione dell'atmosfera generale. Mentre un coro è usato nel secondo e terzo movimento della Settima Sinfonia di Glass, nota anche come A Toltec Symphony, il testo non contiene parole reali; il compositore afferma che è invece formato "da sillabe sciolte che si aggiungono al contesto evocativo della struttura orchestrale complessiva".

### Musica e parole equivalenti

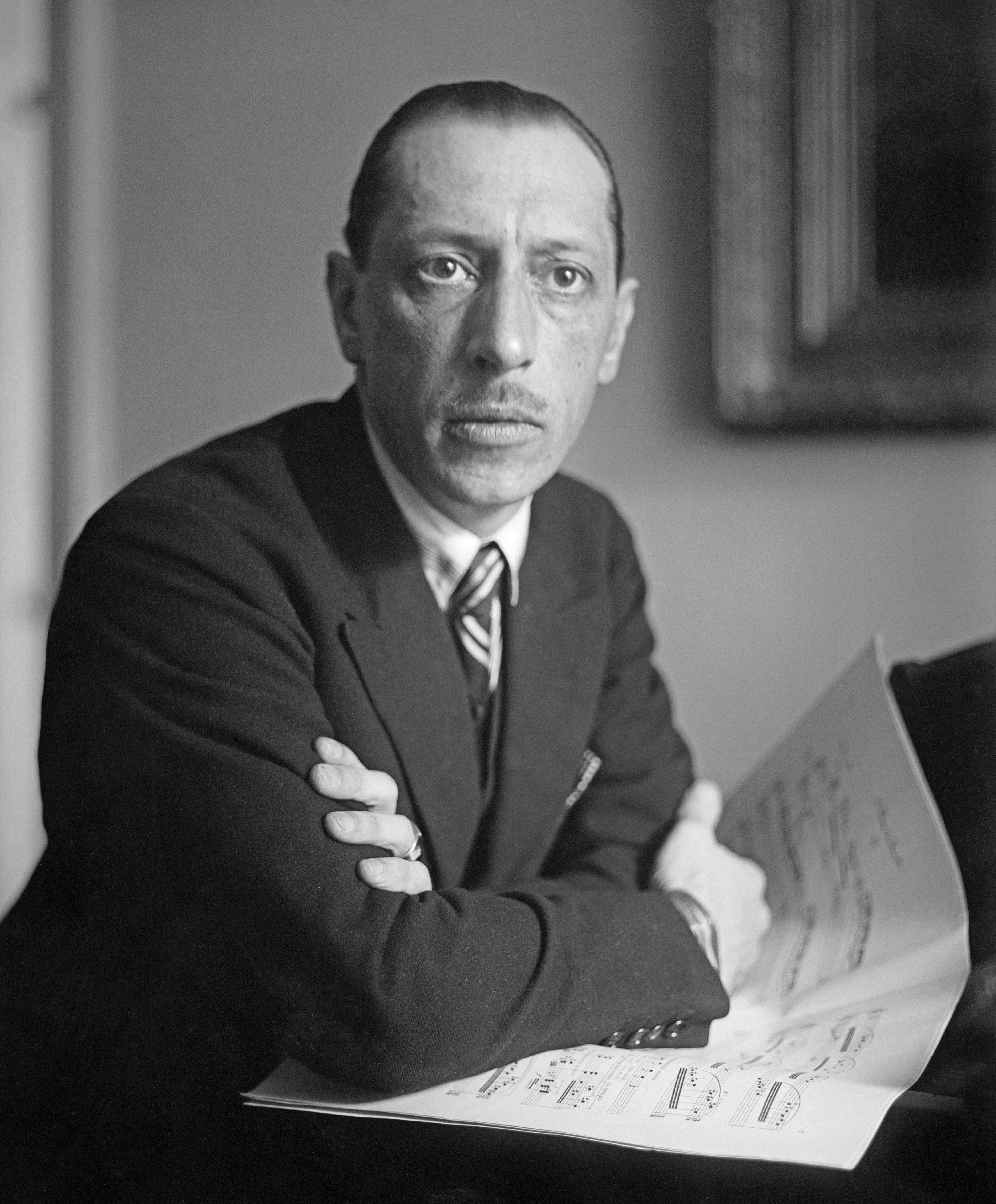
Igor' Stravinskij usò il coro e l'orchestra nella sua Sinfonia di Salmi "su un piano di parità".

Stravinskij disse a proposito della sua Sinfonia di Salmi e dei testi utilizzati: "non è una sinfonia in cui ho inserito i Salmi da cantare. Al contrario, è il canto dei Salmi che sto sinfonizzando". Questa decisione fu tanto musicale quanto legata al testo. Lo sviluppo contrappuntistico di Stravinskij richiedeva diverse linee musicali per funzionare contemporaneamente, melodicamente e ritmicamente indipendenti, ma armonicamente interdipendenti. Potrebbero apparire molto diverse se ascoltate separatamente, ma sono armoniose quando ascoltate insieme. Per facilitare la massima chiarezza in questa interazione di voci, Stravinskij usò "un insieme corale e strumentale in cui i due elementi dovevano essere su un piano di parità, nessuno dei due che sovrasta l'altro".
L'intenzione di Mahler nello scrivere la sua Ottava Sinfonia per complessi eccezionalmente grandi era di avere un equilibrio simile tra forze vocali e strumentali. Non fu semplicemente un tentativo di effetto grandioso, anche se l'uso del compositore di tali forze orchestrali e corali ha fatto guadagnare all'opera il sottotitolo di "Sinfonia di mille" dal suo press agent (un nome ancora applicato alla sinfonia). Come Stravinskij, Mahler fa ampio ed esteso uso del contrappunto, specialmente nella prima parte, "Veni Creator Spiritus". In questa sezione, secondo l'esperto di musica Michael Kennedy, Mahler mostra una notevole padronanza nel manipolare più voci melodiche indipendenti. Il musicologo Deryck Cooke aggiunge che Mahler gestisce le sue enormi forze "con straordinaria chiarezza".
Anche Vaughan Williams ha insistito su un equilibrio tra parole e musica in A Sea Symphony, scrivendo nella sua nota di programma per l'opera, "È anche evidente che l'orchestra ha una parte uguale al coro e ai solisti nella realizzazione delle idee musicali". Il critico musicale Samuel Langford, recensendo la première dell'opera per The Manchester Guardian, ha concordato con il compositore, scrivendo: "È l'approccio più vicino a una vera sinfonia corale, in cui le voci sono usate in modo altrettanto libero come l'Orchestra."
Nella sua Leaves of Grass: A Choral Symphony, Robert Strassburg compose una "cornice musicale" sinfonica in dieci movimenti per la poesia di Walt Whiteman bilanciando i contributi di un narratore, del coro e dell'orchestra.

### Le parole quando determinano la forma sinfonica

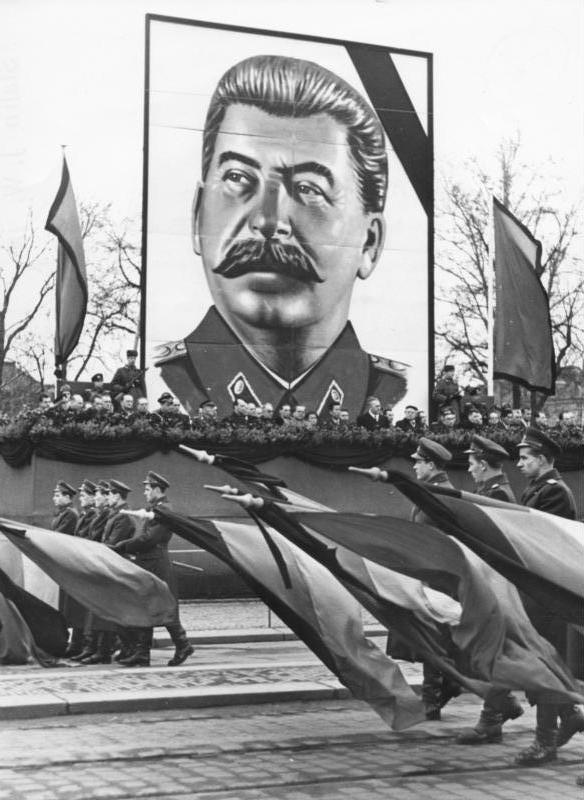
Le poesie sul terrore sotto Stalin (nella foto) di Evtušenko ed altri abusi sovietici ispirarono Šostakovič a scrivere la sua tredicesima sinfonia

La sinfonia corale di Rachmaninov Le campane riflette la progressione in quattro parti dalla giovinezza al matrimonio, alla maturità e alla morte nella poesia di Poe. Britten ha invertito lo schema della sua Spring Symphony: le quattro sezioni della sinfonia rappresentano, nelle parole del suo compositore, "il progresso dell'inverno alla primavera e il risveglio della terra e della vita che ciò significa ... È nella forma dei quattro tradizionali movimenti di una sinfonia, ma con i movimenti divisi in sezioni più brevi legati da un simile stato d'animo o punto di vista".
La gestazione della Tredicesima sinfonia di Šostakovič, Babi Yar, fu solo leggermente meno lineare. La ambientò sulla poesia Babi Yar di Evgenij Evtušenko quasi immediatamente dopo averla letta, inizialmente considerando una composizione a movimento singolo. La scoperta di altre tre poesie di Evtušenko nella collezione del poeta Vzmakh ruki (Un cenno della mano) lo spinse a procedere ad una sinfonia corale a lunghezza intera, con Una carriera come movimento di chiusura: questa chiusura presenta tratti ancora più autobiografici. La carriera di cui si parla è quella di Galileo, accusato dal poeta di aver abiurato, per ragioni di carriera, le sue scoperte. Il musicologo Francis Maes commenta che Šostakovič lo fece integrando il tema della sofferenza ebraica di Babi Yar con i versi di Evtušenko su altri abusi sovietici. Nel negozio è un omaggio alle donne che devono fare la fila per ore per acquistare gli alimenti più elementari,... Timori evoca il terrore sotto Stalin. Una carriera è un attacco ai burocrati e un omaggio alla vera creatività". Lo storico della musica Boris Schwarz aggiunge che le poesie, nell'ordine in cui Šostakovič le colloca, formano un movimento di apertura fortemente drammatico, uno scherzo, due movimenti lenti e un finale.
In altri casi la scelta del testo ha portato il compositore a diverse strutture sinfoniche. Havergal Brian lasciò che la forma della sua Quarta Sinfonia, sottotitolata "Das Siegeslied" (Salmo della vittoria), fosse dettata dalla struttura in tre parti del suo testo, il Salmo 68; l'ambientazione dei Versetti 13–18 per soprano solista e orchestra forma un tranquillo interludio tra due temi selvaggi, marziali altamente cromatici, scritti per imponenti forze corali e orchestrali. Allo stesso modo Szymanowski ha permesso al testo del poeta persiano del XIII secolo Rumi di dettare ciò che il Dr. Jim Samson chiama il "movimento tripartito unico" e la "struttura generale ad arco" della sua Terza Sinfonia, sottotitolata "Canzone della notte".

### Le parole quando espandono la forma sinfonica

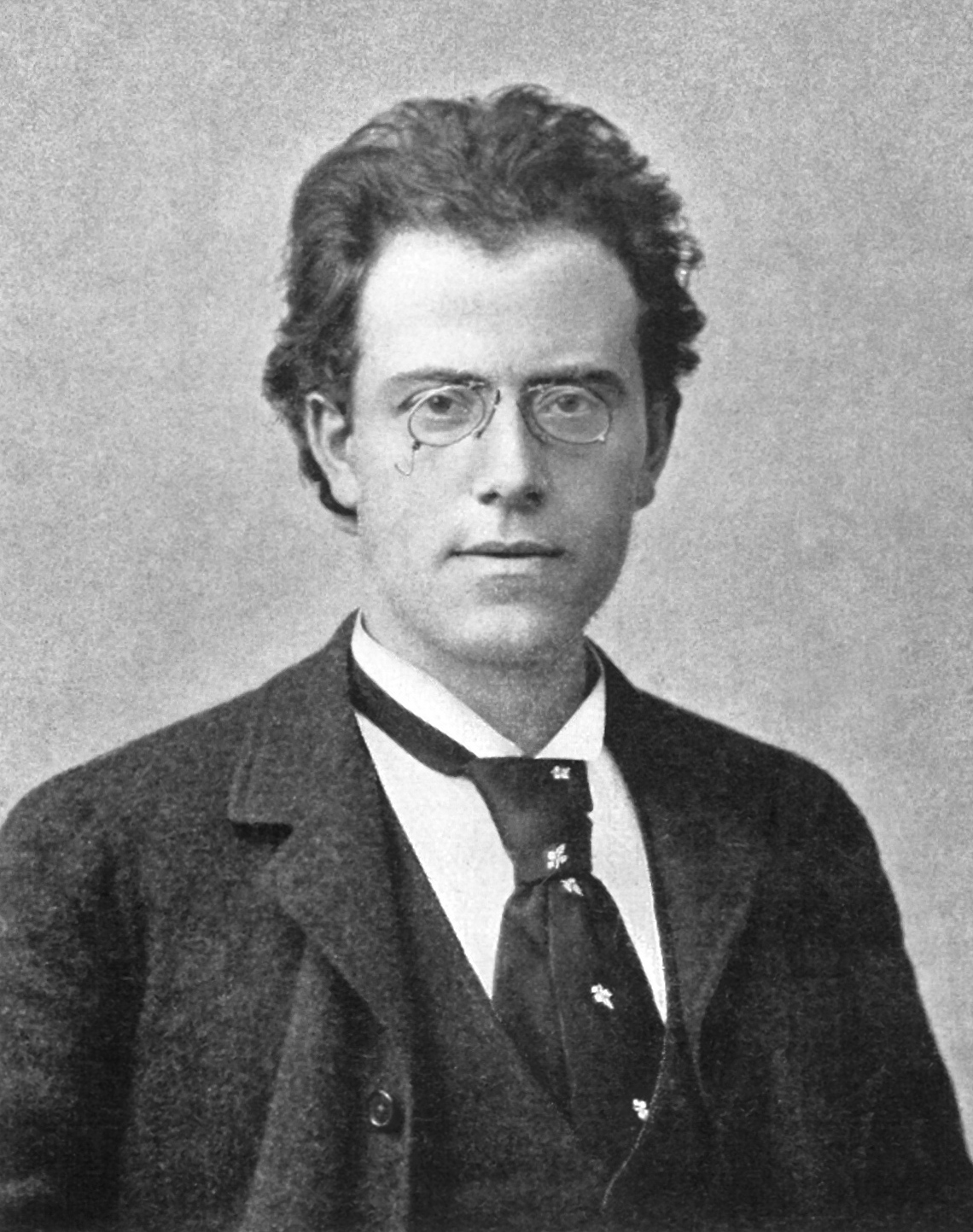
Mahler per primo ha ampliato il modello impostato dalla nona di Beethoven, quindi lo ha abbandonato.

Un compositore può anche rispondere a un testo espandendo una sinfonia corale oltre i normali limiti del genere sinfonico. Ciò è evidente nell'insolita orchestrazione e nella direzione del palcoscenico che Berlioz dispose per la sua Roméo et Juliette. Questo pezzo è in realtà in sette movimenti e richiede un intervallo dopo il quarto movimento, la "Regina Mab Scherzo", per rimuovere le arpe dal palco e far entrare il coro dei Capuleti per la marcia funebre che segue. Il biografo di Berlioz D. Kern Holoman osservò che, "come Berlioz la immaginò, l'opera è semplicemente beethoveniana nella progettazione, con elementi narrativi sovrapposti. Il suo nucleo si avvicina a una sinfonia di cinque movimenti con il finale corale e, come nella [Sinfonia] Fantastica, sia uno scherzo che una marcia... I movimenti "extra" sono perciò l'introduzione con il suo potpourri di sottosezioni e la scena descrittiva della tomba [alla fine dell'opera]".
Mahler ampliò il modello di Beethoven per ragioni programmatiche e sinfoniche nella sua Seconda sinfonia, la "Resurrezione", dove il quarto movimento vocale "Urlicht", unisce la fede infantile del terzo movimento con la tensione ideologica che Mahler cerca di risolvere nel finale. Abbandonò questo schema per la sua Terza sinfonia, poiché due movimenti per voci e orchestra seguono tre puramente strumentali prima che il finale ritorni sugli strumenti soli. Come Mahler Havergal Brian ampliò il modello beethoveniano, ma su una scala molto più ampia e con forze orchestrali e corali molto più grandi, nella sua Sinfonia n. 1 "La Gotica". Scritta tra il 1919 e il 1927, la sinfonia si ispirò al Faust di Goethe ed all'architettura della cattedrale gotica. La Prima Sinfonia di Brian è divisa in due parti. La prima è costituita da tre movimenti strumentali; la seconda, anch'essa in tre movimenti e lunga più di un'ora, è un'ambientazione latina del Te Deum.

## Sinfonie per coro solo
Alcuni compositori hanno scritto sinfonie per coro non accompagnato, in cui il coro svolge sia funzioni vocali che strumentali. Granville Bantock compose tre di queste opere: Atalanta in Calydon (1911), Vanity of Vanities (1913) e A Pageant of Human Life (1913). La sua Atalanta, chiamata dal musicologo Herbert Antcliffe "il più importante [lavoro dei tre] simile nell'esperimento tecnico e nell'ispirazione", è stata scritta per un coro di almeno 200 coristi: il compositore specificò "non meno di 10 voci per ogni parte", un'opera con 20 parti vocali separate. Usando questo apparato corale Bantock formò gruppi "di pesi e colori diversi per ottenere qualcosa del vario gioco di tinte e prospettiva [di un'orchestra]". Inoltre il coro è generalmente diviso in tre sezioni, approssimando i timbri di fiati, ottoni e archi. All'interno di queste divisioni, scrive Antcliffe:
Roy Harris scrisse la sua Sinfonia per voci nel 1935 per un coro a cappella diviso in otto parti. Harris si concentrò su armonia, ritmo e dinamica, permettendo al testo di Walt Whitman di dettare la scrittura corale. "In un certo senso, gli sforzi umani così vividamente rappresentati nella poesia di Whitman trovano un analogo musicale nelle prove cui sono sottoposti i cantanti". John Profitt scrive sia della difficoltà della musica per gli artisti che della sua qualità altamente evocativa. Malcolm Williamson scrisse la sua Sinfonia per voci tra il 1960 e il 1962, pasandola su testi del poeta australiano James McAuley. Lewis Mitchell scrive che l'opera non è una sinfonia in alcun senso vero, ma piuttosto un'opera a quattro movimenti preceduta da un'invocazione per contralto solista. Il testo è una combinazione di poesie che celebrano il deserto australiano e il cristianesimo visionario, le sue linee frastagliate e i ritmi abbinati alla musica. Mitchell scrive: "Di tutte le sue opere corali, con la possibile eccezione del Requiem for a Tribe Brother, la Sinfonia è la più australiana nei sentimenti".

### Attenzione all'intento programmatico

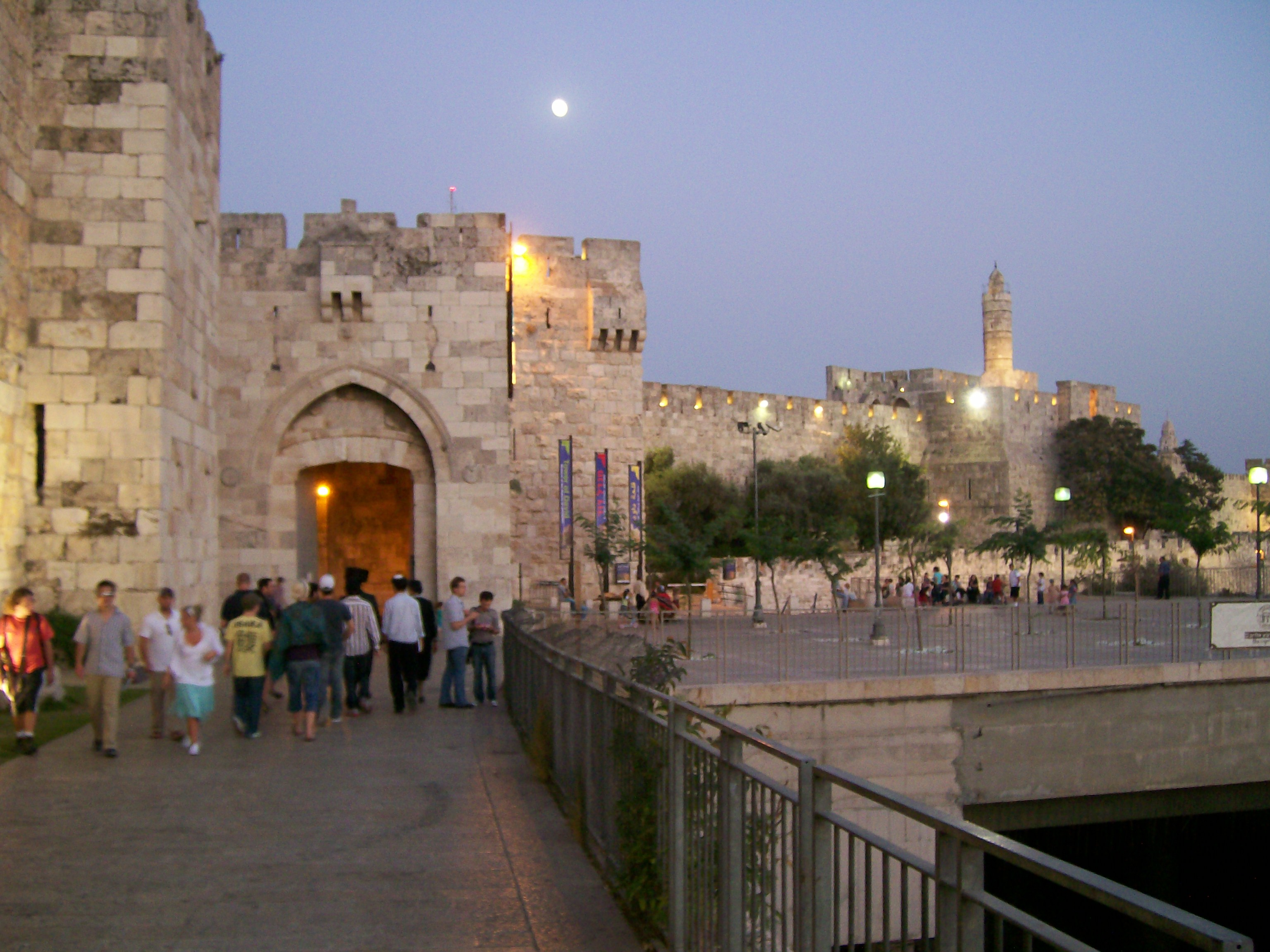
La Porta di Giaffa a Gerusalemme. La settima sinfonia di Penderecki, sottotitolata "Sette Porte di Gerusalemme", è "pervasa dal numero" sette "a vari livelli".

Alcuni recenti tentativi hanno prestato meno attenzione alla forma sinfonica e più all'intento programmatico. Hans Werner Henze ha scritto la sua Nona Sinfonia del 1997 in sette movimenti, basando la struttura della sinfonia sul romanzo The Seventh Cross di Anna Seghers. Il romanzo racconta la fuga di sette fuggitivi da un campo di prigionia nazista, le sette croci simboleggiano le sette condanne a morte; il calvario dell'unico prigioniero che raggiunge la libertà diventa il punto cruciale del testo. La settima sinfonia di Penderecki, sottotitolata "Seven Gates of Jerusalem" e originariamente concepita come un oratorio, non è solo scritta in sette movimenti ma, scrive il musicologo Richard Whitehouse, è "pervasa dal numero 'sette' a vari livelli". Un ampio sistema di frasi di sette note lega il lavoro insieme, così come l'uso frequente di sette note ripetute in un singolo tono. Sette accordi suonati fortissimo portano a termine il lavoro.
La Quinta Sinfonia di Philip Glass, completata nel 1999 e sottotitolata Requiem, Bardo and Nirmanakaya, è scritta in 12 movimenti per soddisfare il suo intento programmatico. Glass scrive: "Il mio piano era che la sinfonia rappresentasse un ampio spettro di molte delle grandi tradizioni di "saggezza del mondo", sintetizzando "un testo vocale che inizia prima della creazione del mondo, passa attraverso la vita terrena e il paradiso e si chiude con una futura dedica". Glass scrive di aver considerato il millennio all'inizio del XXI secolo come un ponte simbolico tra rinascita passata, presente e spirituale.
Più recentemente Glass ha basato la struttura filosofica e musicale della sua settima sinfonia sulla sacra trinità di Wirrarika. Glass ha scritto sulle rispettive intestazioni del movimento dell'opera e sulla loro relazione con la struttura generale della sinfonia, "'Il Grano' rappresenta un legame diretto tra Madre Terra e il benessere degli esseri umani.... 'La radice sacra' si trova negli alti deserti del nord e del Messico centrale e si ritiene che sia la porta del mondo dello Spirito. 'Il cervo azzurro' è considerato il detentore del Libro della Conoscenza. Ogni uomo o donna che aspira ad essere una 'Persona della Conoscenza', attraverso un arduo addestramento e sforzo, dovrà incontrare il Cervo azzurro...."

### Le parole che cambiano l'intento programmatico
L'aggiunta di un testo può effettivamente modificare l'intento programmatico di una composizione, come con le due sinfonie corali di Franz Liszt. Entrambe le sinfonie Faust e Dante furono concepite come opere puramente strumentali e solo in seguito divennero sinfonie corali. Tuttavia, mentre l'autorevole esperto di Liszt Humphrey Searle afferma che l'inserimento successivo di un coro da parte di Liszt riassume efficacemente Faust e lo completa, un altro esperto di Liszt, Reeves Shulstad, suggerisce che Liszt abbia cambiato il drammatico punto decisivo dell'opera al punto da meritare una diversa interpretazione dell'opera stessa. Secondo Shulstad, "La versione originale di Liszt del 1854 si concludeva con un ultimo riferimento fugace a Gretchen e una perorazione orchestrale in do maggiore, basata sul più maestoso dei temi del movimento di apertura. Si potrebbe dire che questa conclusione rimane all'interno della persona di Faust e della sua immaginazione". Quando Liszt ripensò al brano tre anni dopo, aggiunse un "Chorus mysticus", il coro maschile che canta le ultime parole del Faust di Goethe. Il tenore solista, accompagnato dal coro, canta le ultime due righe del testo. "Con l'aggiunta del testo "Chorus Mysticus", scrive Shulstad, "il tema di Gretchen viene trasformato e non appare più come un Faust mascherato. Con questa associazione diretta alla scena finale del dramma siamo sfuggiti alle immaginazioni di Faust e stiamo ascoltando un'altra voce che commenta il suo sforzo e la sua redenzione".

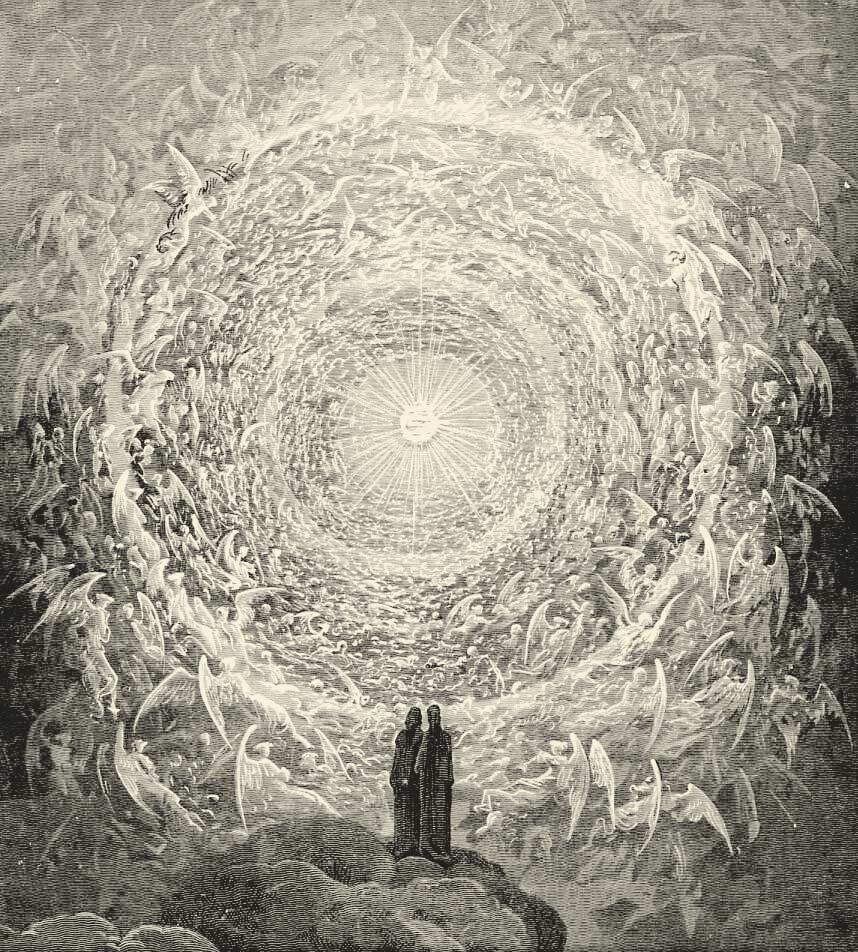
Dal Canto 31 del Paradiso di Dante Alighieri. Illustrazione di Gustave Doré. Dante sta ascoltando la musica del Paradiso da lontano.

Allo stesso modo l'inclusione di Liszt di un finale corale nella sua Dante-Symphonie ha cambiato l'intento strutturale e programmatico dell'opera. L'intento di Liszt era di seguire la struttura della Divina Commedia e comporre Dante in tre movimenti, uno ciascuno per l'Inferno, il Purgatorio e il Paradiso. Tuttavia il genero di Liszt, Richard Wagner lo persuase che nessun compositore terreno poteva esprimere fedelmente le gioie del Paradiso. Liszt lasciò cadere il terzo movimento ma aggiunse un elemento corale, un Magnificat, alla fine del secondo. Questa azione, sostiene Searle, ha effettivamente distrutto l'equilibrio formale dell'opera e lasciato l'ascoltatore, come Dante, a fissare dall'alto i vertici del Paradiso e ascoltare la sua musica da lontano. Shulstad suggerisce che il finale corale aiuta effettivamente a completare la traiettoria programmatica dell'opera dalla lotta al paradiso.

Al contrario, un testo può anche dare origine alla nascita di una sinfonia corale, solo che quell'opera possa diventare puramente strumentale quando dovesse cambiare il cuore programmatico dell'opera. Šostakovič originariamente aveva ideato la sua Settima Sinfonia come una sinfonia corale a movimento singolo, proprio come la sua seconda e terza sinfonia. Secondo quanto riferito, Šostakovič intendeva impostare un testo per la Settima dal Nono Salmo, sul tema della vendetta per lo spargimento di sangue innocente. Nel farlo fu influenzato da Stravinskij; era stato profondamente colpito dalla Sinfonia di Salmi di quest'ultimo e voleva emularlo in questo lavoro. Dato che il tema del Nono Salmo trasmetteva l'indignazione di Šostakovič per l'oppressione di Stalin, un'esecuzione pubblica di un'opera con un simile contenuto sarebbe stata impossibile prima dell'invasione tedesca. L'aggressione di Hitler rese possibile l'esecuzione di un tale lavoro, almeno in teoria; il riferimento al "sangue" potrebbe quindi essere associato almeno ufficialmente ad Hitler. Con Stalin che faceva appello ai sentimenti patriottici e religiosi dei sovietici, le autorità non stavano più sopprimendo i temi o le immagini ortodosse. Tuttavia Šostakovič alla fine si rese conto che il lavoro comprendeva molto più di questa simbologia. Ampliò quindi la sinfonia strutturandola cui tradizionali quattro movimenti e la rese puramente strumentale.

### Scavalcare il testo senza usare le parole
Mentre Berlioz permise agli aspetti programmatici del suo testo di modellare la forma sinfonica di Roméo et Juliette e di guidarne il contenuto, mostrò anche come un'orchestra potesse soppiantare detto testo, senza l'uso di parole, per illustrarlo ulteriormente. Scrisse nella sua prefazione a Roméo:

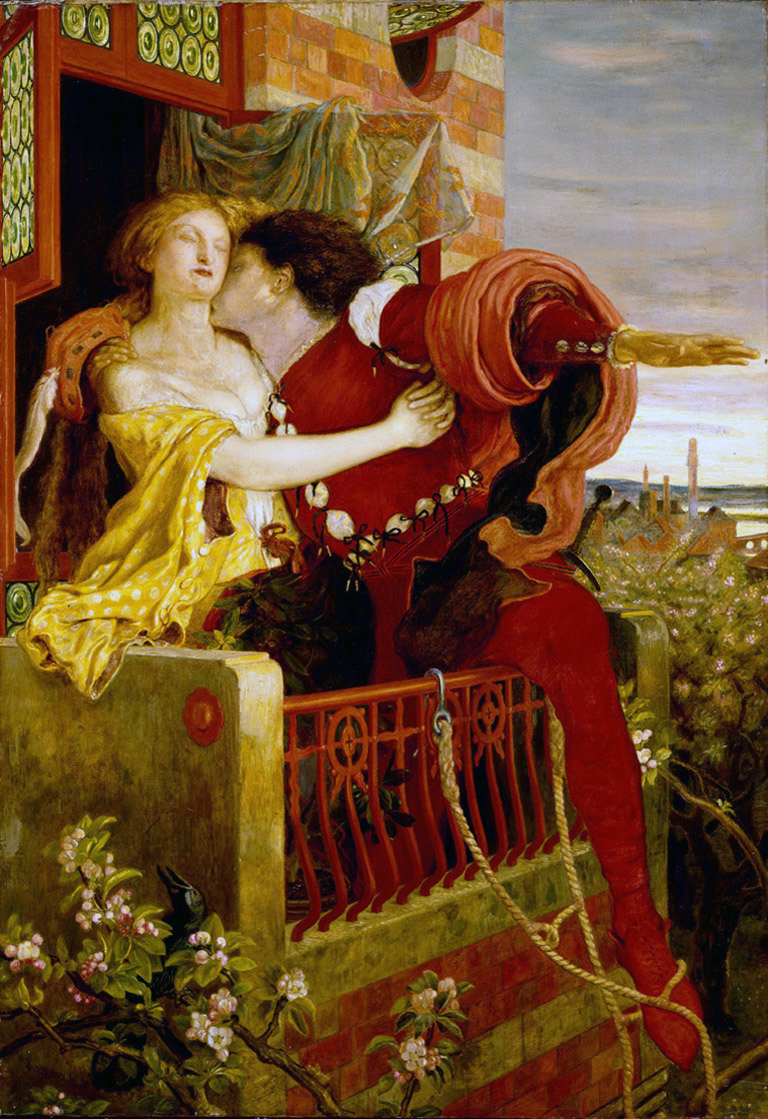
Berlioz permise al testo di dettare la forma sinfonica in Roméo, ma permise alla musica di soppiantare il testo senza parole.

Come manifesto, questo paragrafo è diventato significativo per la fusione di elementi sinfonici e drammatici nella stessa composizione musicale. Il musicologo Hugh MacDonald scrive che mentre Berlioz teneva ben presente l'idea della costruzione sinfonica, permise all'orchestra di esprimere la maggior parte del dramma nella musica strumentale e di impostare a parole le sezioni espositive e narrative. Il collega musicologo Nicholas Temperley suggerisce che, in Roméo, Berlioz ha creato un modello su come un testo drammatico potrebbe guidare la struttura di una sinfonia corale senza impedire che quell'opera rimanga riconoscibile come una sinfonia. In questo senso, scrive il musicologo Mark Evans Bonds, le sinfonie di Liszt e Mahler devono un debito di influenza a Berlioz.
Più recentemente Al'fred Šnitke ha permesso agli aspetti programmatici dei suoi testi di dettare il corso di entrambe le sue sinfonie corali anche quando non venivano cantate parole. La Seconda Sinfonia in sei movimenti di Šnitke, basata sull'Ordinario della Messa della Chiesa cattolica romana, lavora programmaticamente su due livelli contemporaneamente. Mentre solisti e coro eseguono brevemente la messa, impostata sui corali presi dal Graduale, l'orchestra fornisce un lungo commento nell'esecuzione che può continuare molto più a lungo della sezione della messa eseguita. A volte il commento segue un corale particolare, ma più spesso è più libero e ha uno stile più ampio. Nonostante la disparità stilistica che ne deriva, commenta il biografo Aleksandr Ivaškin, "musicalmente quasi tutte queste sezioni fondono la melodia corale e il successivo 'commento orchestrale'". L'opera diventa quella che Šnitke chiamava "Messa invisibile" e Ivaškin definiva "una sinfonia su uno sfondo corale".
Il programma della Quarta sinfonia di Šnitke, che riflette il dilemma religioso del compositore al momento della sua stesura, è più complesso nell'esecuzione, con la maggior parte espressa senza parole. Nelle 22 variazioni che compongono il singolo movimento della sinfonia, Šnitke mette in scena i 15 Misteri del Rosario tradizionali, che mettono in luce momenti importanti della vita di Cristo. Come nella Seconda Sinfonia, Šnitke fornisce contemporaneamente un commento musicale dettagliato su ciò che viene rappresentato. Šnitke fa questo usando la musica sacra delle fedi Cattoliche, Protestanti, Giudaiche e Ortodosse, la trama orchestrale diventa estremamente densa per i numerosi brani musicali che procedono nello stesso tempo. Anche un tenore e un controtenore cantano senza parole in due punti della sinfonia. La composizione riserva le parole per un finale che utilizza contrappuntamente tutti e quattro i tipi di musica sacra mentre un coro in quattro parti canta l'Ave Maria. Il coro può scegliere se cantare l'Ave Maria in russo o latino. L'intenzione programmatica di usare questi diversi tipi di musica, scrive Ivaškin, è un'insistenza del compositore "sull'idea ... dell'unità dell'umanità, una sintesi e armonia tra le varie manifestazioni di credenza".